# Mommy (2014)
Mommy is een Franstalige Canadese dramafilm uit 2014. De film werd geschreven, geregisseerd en gemonteerd door Xavier Dolan.
De film ging op 22 mei 2014 in première op het filmfestival van Cannes en was daar een van de meest besproken films, onder meer omdat het 25-jarige 'wonderkind' Dolan een van de jongste regisseurs uit de geschiedenis was die meedeed om de Gouden Palm. Dolan ging uiteindelijk met de juryprijs naar huis.
De film werd overwegend bijzonder goed ontvangen. Op Rotten Tomatoes geven alle elf geïndiceerde critici een positieve recensie, Metacritic komt uit op een score van 81%.

## Verhaal
Nadat haar man overleden is, heeft Diane Després (Anne Dorval) de moeilijke taak haar lastige, gewelddadige zoon Steve (Antoine Olivier Pilon) alleen op te voeden. Gelukkig ondervindt ze steun van haar mysterieuze nieuwe buurvrouw Kyla (Suzanne Clément) die zich in het huishouden nestelt.

## Rolverdeling
| Acteur                | Personage           |
| --------------------- | ------------------- |
| Anne Dorval           | Diane (Die) Després |
| Antoine-Olivier Pilon | Steve Després       |
| Suzanne Clément       | Kyla                |
| Alexandre Goyette     | Patrick             |
| Patrick Huard         | Paul Béliveau       |

## Prijzen en nominaties
De film won 54 prijzen en werd voor 66 andere genomineerd. Een selectie:
| Jaar | Evenement                          | Categorie                | Genomineerde                                                   | Resultaat   |
| ---- | ---------------------------------- | ------------------------ | -------------------------------------------------------------- | ----------- |
| 2014 | Cannes (67ste editie)              | Gouden Palm              | Mommy                                                          | Genomineerd |
| 2014 | Cannes (67ste editie)              | Prijs van de Jury        | Mommy                                                          | Gewonnen    |
| 2014 | Cannes (67ste editie)              | Queer Palm               | Mommy                                                          | Genomineerd |
| 2015 | Canadian Screen Award (3de editie) | Beste film               | Mommy                                                          | Gewonnen    |
| 2015 | Canadian Screen Award (3de editie) | Beste regisseur          | Xavier Dolan                                                   | Gewonnen    |
| 2015 | Canadian Screen Award (3de editie) | Beste acteur             | Antoine Olivier Pilon                                          | Gewonnen    |
| 2015 | Canadian Screen Award (3de editie) | Beste actrice            | Anne Dorval                                                    | Gewonnen    |
| 2015 | Canadian Screen Award (3de editie) | Beste vrouwelijke bijrol | Suzanne Clément                                                | Gewonnen    |
| 2015 | Canadian Screen Award (3de editie) | Beste origineel scenario | Xavier Dolan                                                   | Gewonnen    |
| 2015 | Canadian Screen Award (3de editie) | Beste productieontwerp   | Colombe Raby                                                   | Genomineerd |
| 2015 | Canadian Screen Award (3de editie) | Beste camerawerk         | André Turpin                                                   | Gewonnen    |
| 2015 | Canadian Screen Award (3de editie) | Beste kostuumontwerp     | Xavier Dolan                                                   | Genomineerd |
| 2015 | Canadian Screen Award (3de editie) | Beste montage            | Xavier Dolan                                                   | Gewonnen    |
| 2015 | Canadian Screen Award (3de editie) | Beste geluid             | Sylvain Brassard, Jo Caron, François Grenon, Luc Landry        | Genomineerd |
| 2015 | Canadian Screen Award (3de editie) | Beste geluidsmontage     | Sylvain Brassard, Benoît Dame, Isabelle Favreau, Guy Francoeur | Genomineerd |
| 2015 | Canadian Screen Award (3de editie) | Beste make-up            | Maïna Militza                                                  | Gewonnen    |